# TOEIC
El Test of English for International Communication (TOEIC) es un examen de inglés para profesionales que no tienen ese idioma como lengua materna. Mide las capacidades y competencias de los trabajadores en su entorno laboral.

## Generalidades
En concreto, está diseñado para evaluar los conocimientos de inglés en un entorno profesional. Al igual que el TOEFL y el GRE, este examen lo ha realizado ETS (Educational Testing Service), una empresa estadounidense con sede en Princeton (Nueva Jersey) desde 1979. 
A nivel mundial, cada año se realizan 7 millones de exámenes TOEIC, siendo el test de medición de inglés profesional más empleado en el mundo.[cita requerida]

## España
Para realizar TOEIC a nivel individual, se dispone de sesiones abiertas de forma regular en centros concertados por toda España. A nivel corporativo o de universidades, se puede realizar tanto en los centros mencionados anteriormente como en las instalaciones de las empresas o universidades.
Entre las empresas que solicitan TOEIC para trabajar o lo realizan dentro de sus programas de formación en España están Accenture, Altran, Deloitte, Iberdrola, Iberia, BP, CEPSA, S21Sec, Atos Origin, Telefónica o CLH. Universidades como la Universidad Rey Juan Carlos o la Universidad Politécnica de Madrid también realizan TOEIC de forma regular.

## Versiones del test
Recientemente fue desarrollada una nueva versión del examen probada inicialmente en Japón y en Corea del Sur. Esta nueva versión se irá instaurando en los distintos países progresivamente, siendo totalmente válidas la anterior y la actual para evaluar los conocimientos del alumno. La multinacional Sony ha sacado en estos dos países una gama de videojuegos para su consola PlayStation Portable que reproducen la preparación de la prueba.
Los principales cambios son:

### Listening
- Part I: 10 preguntas relacionadas con fotografías, 4 opciones por fotografía (anteriormente eran 20).
- Part II: Se mantiene igual, 30 preguntas con 3 respuestas cada una.
- Part III: Grupo de preguntas sobre la misma conversación corta (anteriormente eran 20 conversaciones breves con una pregunta por conversación).
- Part IV: Se mantiene igual, varias preguntas sobre distintas exposiciones cortas.

Se utilizan diferentes acentos y pronunciaciones del inglés: inglés americano, británico, canadiense y australiano. 

### Reading
- Part V: Se mantiene igual, 40 oraciones incompletas.
- Part VI: Vuelven a aparecer los ejercicios de identificación de errores que habían sido eliminados recientemente.
- Part VII: Grupos de preguntas de comprensión de lectura, tanto de un solo texto, como de 2 textos relacionados.

Se incluyen a mayores dos nuevas secciones: 
- "Speaking": de 20 minutos de duración, donde a través de 11 preguntas se examinará la habilidad para desenvolverse en el ámbito de los negocios del examinado.
- "Writing": 60 minutos, en donde se debe contestar a 8 preguntas.